# Campeonato de Portugal 1925
Čtvrtý ročník Campeonato de Portugal (portugalského fotbalového poháru) se konal od 31. května do 28. června 1925.
Trofej získal podruhé v klubové historii FC Porto, které ve finále porazil Sporting CP 2:1.